# Marshfield (Wisconsin)
Marshfield ist eine Stadt (mit dem Status „City“) im Wood County und einem kleineren Teil im Marathon County im US-amerikanischen Bundesstaat Wisconsin. Das U.S. Census Bureau ermittelte bei der Volkszählung 2020 eine Einwohnerzahl von 18.929.

## Geografie
Marshfield liegt im Zentrum Wisconsins auf 44°40′08″ nördlicher Breite und 90°10′18″ westlicher Länge. Das Stadtgebiet erstreckt sich über eine Fläche von 34,94 km². 
Nachbarorte von Marshfield sind McMillan (8,6 km nördlich), Stratford (17,8 km nordöstlich), Auburndale (16,4 km ostsüdöstlich), Hewitt (an der südöstlichen Stadtgrenze), Arpin (23,7 km südöstlich), Bakerville (7,8 km südwestlich) und Spencer (14,4 km nordwestlich).
Die nächstgelegenen größeren Städte sind Wausau (70,5 km nordöstlich), Green Bay am Michigansee (204 km östlich), Wisconsins größte Stadt Milwaukee (307 km südöstlich), Wisconsins Hauptstadt Madison (220 km südsüdöstlich), La Crosse am Mississippi (168 km südwestlich), Rochester in Minnesota (241 km westsüdwestlich), Eau Claire (128 km westlich), die Twin Cities in Minnesota (262 km in der gleichen Richtung) und Duluth am Oberen See in Minnesota (355 km nordnordwestlich).

## Verkehr
Der vierspurig ausgebaute U.S. Highway 10 verläuft in West-Ost-Richtung entlang der südlichen Stadtgrenze. Im Zentrum von Marshfield treffen die Wisconsin State Highways 13 und 97 zusammen. Alle weiteren Straßen sind untergeordnete Landstraßen, teils unbefestigte Fahrwege oder innerstädtische Verbindungsstraßen.
Die Stadt ist für den Frachtverkehr an das Schienennetz der Canadian National Railway angebunden.
Mit dem Marshfield Municipal Airport liegt im südwestlichen Stadtgebiet ein kleiner Flugplatz. Die nächsten Verkehrsflughäfen sind der Central Wisconsin Airport (51,3 km ostnordöstlich), der Dane County Regional Airport in Madison (218 km südsüdöstlich), der Minneapolis-Saint Paul International Airport (283 km westlich) und der Milwaukee Mitchell International Airport (307 km südöstlich).

## Bevölkerung
Nach der Volkszählung im Jahr 2010 lebten in Marshfield 19.118 Menschen in 8777 Haushalten. Die Bevölkerungsdichte betrug 547,2 Einwohner pro Quadratkilometer. In den 8777 Haushalten lebten statistisch je 2,14 Personen. 
Ethnisch betrachtet setzte sich die Bevölkerung zusammen aus 94,8 Prozent Weißen, 0,7 Prozent Afroamerikanern, 0,2 Prozent amerikanischen Ureinwohnern, 2,3 Prozent Asiaten sowie 0,8 Prozent aus anderen ethnischen Gruppen; 1,2 Prozent stammten von zwei oder mehr Ethnien ab. Unabhängig von der ethnischen Zugehörigkeit waren 2,4 Prozent der Bevölkerung spanischer oder lateinamerikanischer Abstammung. 
20,9 Prozent der Bevölkerung waren unter 18 Jahre alt, 60,7 Prozent waren zwischen 18 und 64 und 18,4 Prozent waren 65 Jahre oder älter. 52,7 Prozent der Bevölkerung war weiblich.
Das mittlere jährliche Einkommen eines Haushalts lag bei 42.783 USD. Das Pro-Kopf-Einkommen betrug 27.326 USD. 12,1 Prozent der Einwohner lebten unterhalb der Armutsgrenze.

## Bekannte Bewohner
- William H. Upham (1841–1924) – 18. Gouverneur von Wisconsin – lebte die letzten Jahre seines Lebens in Marshfield
- Emilián Božetěch Glocar (1906–1985) – Priester, Maler und Schriftsteller – lebte mehrere Jahre in Marshfield
- Robert Frederick Froehlke (1922–2016) – Politiker – besuchte die Schule in Marshfield
- John Stauber (* 1953) – Autor und politischer Aktivist – wuchs in Marshfield auf
- Mark Tauscher (* 1977) – American-Football-Profi – geboren und aufgewachsen in Marshfield
- Andrew Rock (* 1982) – Leichtathlet – geboren in Marshfield
- Vince Biegel (* 1993) – American-Football-Profi – geboren in Marshfield